# Joh. C. Tecklenborg
Joh. C. Tecklenborg est une entreprise de construction navale allemande fondée en 1841, sur la rivière Geeste à Bremerhaven. Environ 440 navires de différents types, y compris de nombreux grands voiliers célèbres, sont construits au chantier. L’entreprise ferme finalement en 1928.

## Historique
Les débuts remontent au 30 septembre 1841 lorsque Johann (Jan) Simon Abegg et P. H. Ulrichs ont lancé le petit chantier naval « Abegg & Co » à Bremerhaven près de l’embouchure de la rivière Geeste. Cette entreprise a été financée par l’entrepreneur et armateur Franz Tecklenborg (1807-1886) de Brême. En 1843, Franz Tecklenborg reprend toutes ses activités mais confie la responsabilité opérationnelle à son frère, le constructeur naval Johann Carl Tecklenborg (1820-1873). À partir de ce moment, le chantier naval a fonctionné sous le nom de « Joh. C. Tecklenborg ». Lorsque Franz Tecklenborg décida d’étendre la flotte de sa compagnie maritime basée à Brême, il commanda 19 navires au chantier de son frère dans les années suivantes.
Pour faire face à la demande croissante de navires, le chantier naval a ouvert un nouveau site de l’autre côté de la rivière Geeste à Geestemünde en 1852. En 1872, le fils cadet de Franz Tecklenborgs, Eduard Tecklenborg (1849-1926), entra dans l’entreprise et en prit la responsabilité. Après la mort de Johann Carl Tecklenborg en 1873, la direction technique a été confiée au talentueux ingénieur Georg Wilhelm Claussen (1845-1919).
À partir de 1880, le fer puis l’acier ont remplacé le bois comme matériau de base pour la coque de tous les navires construits par Joh. C. Tecklenborg. Le chantier naval construit plusieurs des soi-disant Flying P-Liners. En 1897, la société a été transformée en une société de gestion des actions et exploitée sous le nom de Joh. C. Tecklenborg Schiffswerft- und Maschinenfabrik AG. En 1914, plus de 4300 personnes étaient employées par le chantier naval.
En 1926, Tecklenborg est devenu membre du DeSchiMag, une coopération de plusieurs chantiers navals allemands plus ou moins importants sous la direction du chantier naval de Brême AG Weser. Mais déjà deux ans plus tard, en 1928, le chantier naval de Tecklenborg a finalement été fermé. Les raisons en étaient la faible tendance du marché de la nouvelle construction de navires marchands en raison de la crise économique à venir et de la Grande Dépression mondiale qui a suivi dans les années 1930, la concurrence locale interne entre les deux grands chantiers navals de Bremerhaven Tecklenborg et Seebeckwerft, et enfin la concurrence de la société leader AG Weser. Environ 2500 personnes ont perdu leur emploi à Bremerhaven à ce moment-là.
Le dernier navire livré par Tecklenborg fut le navire-école Schulschiff Deutschland en 1927.

## Navires construits par Joh. C. Tecklenborg (sélection)
- 1846, Rappahannock, premier navire du chantier, le type de navire est inconnu
- 1899, SS Frankfurt, le premier et le plus proche navire à répondre aux signaux de détresse du RMS Titanic en avril 1912. Il a été livré au Royaume-Uni à la fin de la Première Guerre mondiale et a été ferraillé au Japon.
- 1914, Pungo, navire à moteur, plus tard nommé Möwe, pendant la Première Guerre mondiale utilisé comme croiseur auxiliaire et mouilleur de mines, coulé par la Royal Air Force en Norvège pendant la Seconde Guerre mondiale (nommé alors Oldenburg)
- 1927, navire-école Schulschiff Deutschland, dernier navire du chantier, voilier trois-mâts gréé sans moteur auxiliaire, aujourd’hui navire musée à Bremerhaven (« Cygne blanc du Lower-Weser »)

### Grands voiliers
- Placilla (construit en 1892)
- Pisagua (construit en 1893)
- Potosi (cinq-mâts barque en acier, construit en 1895)
- Preußen (construit en 1902)
- Statsraad Lehmkuhl (construit en 1914)

### Paquebots
- SS Frankfurt (construit en 1899)
- SS Scharnhorst (1904) (construit en 1904)
- SS Prinz Friedrich Wilhelm (construit en 1908)

### Navires de fret
- Hessen (construit en 1905) - plus tard nommé HMAT A45 Bulla
- Ockenfels (construit en 1910) - plus tard nommé USS Pequot (ID-2998)
- Freienfels (construit en 1910) - plus tard nommé SS Empire Defender
- Solfels (construit en 1913) - plus tard nommé SS Empire Advocate
- Pungo (construit en 1914) - plus tard nommé Möwe
- Vogtland (1919) - plus tard nommé SS Cambridge

### Navires militaires
- Dragueur de mines allemand M 107 (construit en 1918)

### Navires toujours à flot
- Großherzog Friedrich August (barque, construit en 1914) ; aujourd’hui Statsraad Lehmkuhl a Bergen
- Padoue (construit en 1926) ; aujourd’hui Kruzenstern
- Schulschiff Deutschland (construit en 1927) ; sert de navire musée à Bremerhaven
- Großherzogin Elisabeth (construit en 1901) ; nommé Duchesse Anne à Dunkerque
- Seefalke (remorqueur, construit en 1924) ; sert de navire musée à Bremerhaven.